# Эллипсометрия

Схема эллипсометрической установки

Эллипсометрия — высокочувствительный и точный поляризационно-оптический метод исследования поверхностей и границ раздела различных сред (твердых, жидких, газообразных), основанный на изучении изменения состояния поляризации света после взаимодействия его с поверхностью границ раздела этих сред.
Термин «эллипсометрия» предложил в 1944 г Ротен, поскольку речь идет об изучении эллиптической поляризации, возникающей в общем случае при наложении взаимно перпендикулярных колебаний, на которые всегда можно разложить поле световой волны относительно плоскости её падения. Хотя указанные изменения можно наблюдать как в отражённом, так и в проходящем свете, в настоящее время в подавляющем числе работ изучается поляризация отражённого света. Поэтому обычно в эллипсометрии подразумевают изучение изменений поляризации света при отражении.

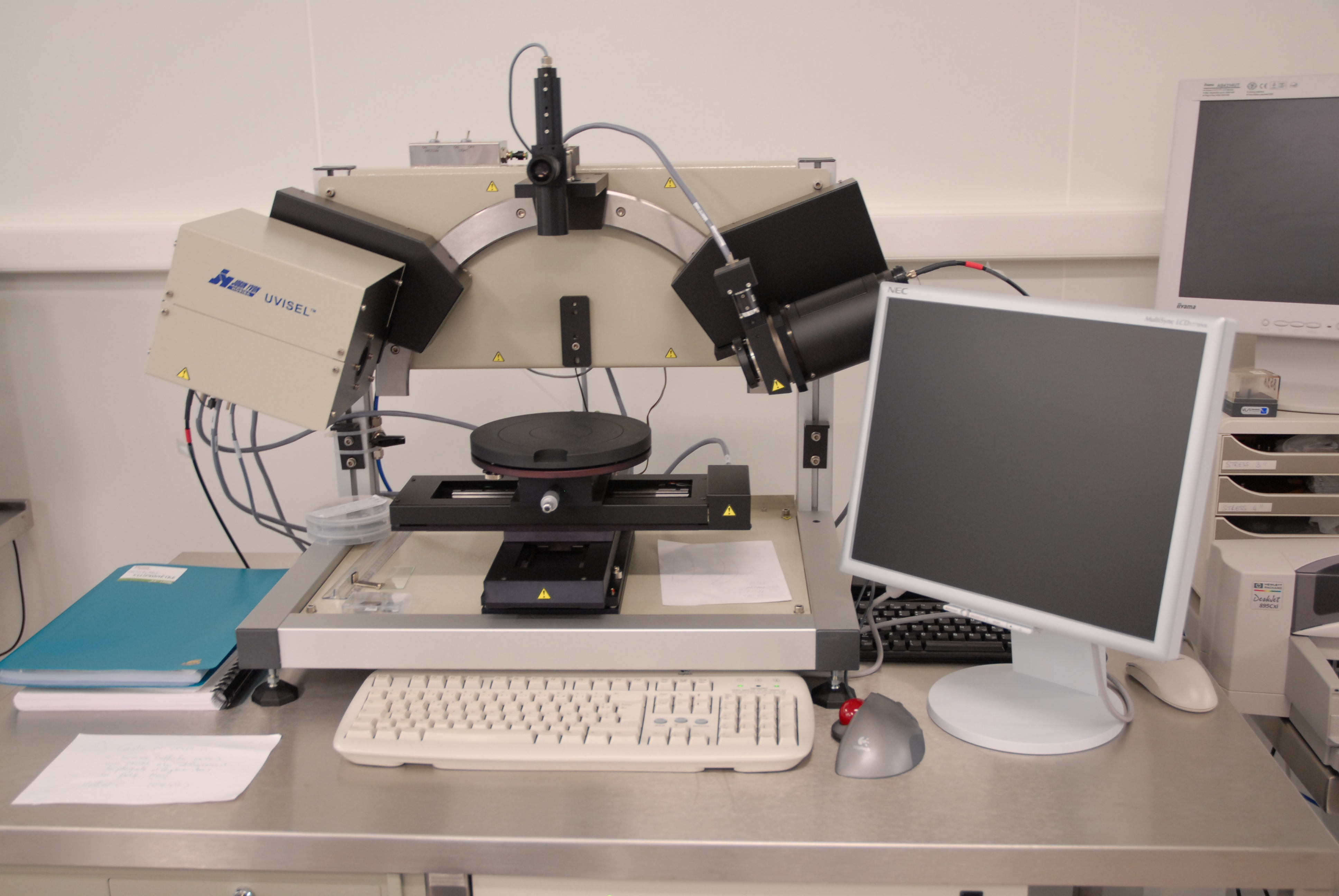
Эллипсометр Horiba Uvisel в лаборатории университета LAAS в Тулузе.

Эллипсометрия — совокупность методов изучения поверхностей жидких и твердых тел по состоянию поляризации светового пучка, отражённого этой поверхностью и преломлённого на ней. Падающий на поверхность монохроматический плоскополяризованный свет приобретает при отражении и преломлении эллиптическую поляризацию вследствие наличия тонкого переходного слоя на границе раздела сред. Зависимость между оптическими постоянными слоя и параметрами эллиптически поляризованного света устанавливается на основании формул Френеля. На принципах эллипсометрии построены методы чувствительных бесконтактных исследований поверхности жидкости или твердых веществ, процессов абсорбции. коррозии и др. 
Эллипсометр — прибор, предназначенный для измерения параметров эллипса поляризованного излучения. Наряду с эллипсометрами существуют спектроэллипсометры, магнитоэллипсометры, спектромагнитоэллипсометры, электроэллипсометры и спектроэлектроэллипсометры, определения которых можно найти в ГОСТ 23778-79. В частности широко распространены такие приборы, как спектральные эллипсометры (или спектроэллипсометры), которые предназначены для измерения параметров эллипса поляризованного оптического излучения в зависимости от длин волн излучения в заданном интервале спектра. В качестве источника света в них используются лампы различных типов (для исследования в разных участках спектра), светодиоды, а также лазеры. Кроме того, в России создан прибор на светодиодах — светодиодный спектральный эллипсометр, который так же, как лазерный, даёт возможность исследовать не только микро- , но и наноразмерные неоднородности на поверхности изучаемого объекта. Светодиодные источники света имеют ряд преимуществ перед традиционными ламповыми. Это:
-   высокое отношение сигнал/шум сигнала на выходе;
-   высокая надежность и экономичность;
-   отсутствие необходимости использования светофильтров для выделения части спектра;
-   малые габариты и низкая себестоимость;
К преимуществам же спектральных эллипсометров с классическими ламповым источником света можно отнести:
-   Высокая яркость источника (типичная мощность до 150 Вт, в отдельных случаях до 1 кВт);
-   Широкий рабочий спектральный диапазон — от дальнего УФ до среднего ИК;
Данные особенности позволяют проводить анализ многослойных покрытий с толщиной плёнок от нескольких ангстрем до десятков микрометров.

## Виды эллипсометрии
В зависимости от методов получения данных различаются несколько видов эллипсометрии: 
- Нуль-эллипсометрия определяет параметры эллипса за счёт получения максимального гашения луча на фотоприёмнике с помощью подбора азимутальных углов поляризатора, анализатора и компенсатора (в отдельных схемах и сдвига фаз переменного компенсатора). В некоторых случаях проводятся измерения при нескольких углах гашения.
- Фотометрическая эллипсометрия вычисляет параметры эллипса за счёт получения ряда значений интенсивности при нескольких азимутальных углах поляризатора, анализатора и компенсатора. В статических фотометрических эллипсометрах поляризационные элементы устанавливаются в несколько положений последовательно; в модуляционных эллипсометрах модулируются один или несколько поляризационных параметров.
- Интерферометрическая эллипсометрия.

В некоторых случаях в схеме эллипсометра от компенсатора можно отказаться.
В зависимости от прохождения луча различается:
- Отражательная эллипсометрия, причём в большинстве публикаций рассматривается  отражательная эллипсометрия из-за большой распространённости этого метода и его практической значимости;
- Эллипсометрия пропускания, когда луч проходит частично прозрачную среду;
- Эллипсометрия рассеяния, когда исследуется излучение, рассеянное средой;
- Эллипсометрия излучения, к которой относятся задачи измерения параметров эллипса (например, эллипса излучения источника света), когда представляют интерес параметры самого излучения, и не требуется определять, как среда, физические поля или объекты изменили излучение при прохождении.

В зависимости от охвата области исследования можно говорить или об измерениях с отдельными лучами или о визуализационной эллипсометрии, при которой анализируется изображение.

## Получение данных
Состояние поляризации света можно разложить на две составляющие s (осциллирующая перпендикулярно плоскости падения) и p (осцилляции световой волны параллельно плоскости падения). 
В случае отражения рассматриваются комплексные амплитуды отражённых s и p компонент после нормировки к соответствующим значениям до отражения обозначаются как rs и rp. Эллипсометрия измеряет комплексный коэффициент отражения системы — {\displaystyle \rho }, который является отношением rp к rs:
{\displaystyle \rho ={\frac {r_{p}}{r_{s}}}}
Комплексный коэффициент отражения также можно задать в показательной форме с помощью так называемых эллипсометрических углов: угла отношения скалярных коэффициентов отражения {\displaystyle \Psi } и различия сдвигов фаз {\displaystyle \Delta }:
{\displaystyle \rho =\tan(\Psi )e^{i\Delta }}
Тангенс угла {\displaystyle \Psi } задаёт отношение ослаблений (или усилений) скалярных амплитуд s и p компонент во время отражения {\displaystyle \tan(\Psi )=|R_{pp}|/|R_{ss}|}. Угол {\displaystyle \Delta } задаёт разность сдвигов фаз, испытываемых при отражении излучения с s и p состояниями поляризации.
Так как эллипсометрия измеряет отношение (или разницу) двух величин, а не абсолютные значения каждого, — это очень точный и воспроизводимый метод. Например, он относительно устойчив к рассеянию света и флуктуациям, а также не требует стандартного (контрольного) образца или опорного светового луча.
В случае эллипсометрии пропускания комплексный коэффициент пропускания также может быть задан в показательной форме
{\displaystyle \tau =\tan(T)e^{i\Delta }}
Тангенс угла {\displaystyle T} задаёт отношение ослаблений (или усилений) скалярных амплитуд s и p компонент во время пропускания, а {\displaystyle \Delta } задаёт разность сдвигов фаз, испытываемых при пропускании излучения с s и p состояниями поляризации.

Когда возникает задача измерить только параметры эллипса поляризации, которые задаются или азимутом, эллиптичностью и амплитудой поляризованного излучения или углом отношения амплитуд {\displaystyle A_{X}} и {\displaystyle A_{Y}} по осям X и Y и сдвигом фаз между колебаниями по X и Y и амплитудой. В зависимости от подхода они могут быть получены самостоятельно или вычислены из предыдущих параметров.

## Анализ данных
Эллипсометрия является косвенным методом, то есть в общем случае измеренные {\displaystyle \Psi } и {\displaystyle \Delta } не могут быть прямо преобразованы в оптические параметры образца, а требуют применения некой модели. Прямое преобразование возможно лишь когда образец изотропный, гомогенный и представляет собой бесконечно толстую плёнку. Во всех других случаях требуется установить модель оптического слоя, который содержит коэффициент отражения, функцию диэлектрического тензора, и далее используя уравнения Френеля подбирать параметры наилучшим образом описывающие наблюдаемые {\displaystyle \Psi } и {\displaystyle \Delta }.